# Ulica Złotoryjska w Legnicy
Ulica Złotoryjska w Legnicy – jedna z głównych ulic w mieście, od skrzyżowania ulic Muzealnej i Dziennikarskiej jako droga wojewódzka nr 364. Ulica swój początek bierze od Placu Katedralnego aż do granicy miasta.
Ulica swój początek bierze na Starym Mieście przebiegając przez Tarninów, Osiedle Asnyka, Glinki i dzielnicę Hutę. Na początku ulicy Złotoryjskiej, do ulicy Gwarnej znajduje się deptak, do skrzyżowania ulic Muzealnej i Dziennikarskiej kończy się fragment ulicy, gdzie znajduje się przejście podziemne. Dalszy przebieg ulicy zaczyna się od tego skrzyżowania i kończy aż w granicy miasta, przebiegając obok Huty Miedzi i Legnickiego Parku Technologicznego za Rondem Unii Europejskiej.
Z ważniejszych obiektów, przy ulicy Złotoryjskiej mieści się Sąd Rejonowy, Sąd Okręgowy i Galeria Gwarna. Na Tarninowe i Osiedlu Asnyka mieści się Komenda Miejska Policji I, Hotel, NOT, Zespół Szkół Technicznych i Liceum Ogólnokształcące nr 3. Po lewej stronie placu Łużyckiego znajduje się Poliklinika przy ulicy Kilińskiego. Za ulicą Grabskiego, gdzie planowe jest puszczenie ruchu, (jako obwodnica śródmiejska} po wybudowaniu nowego mostu nad Kaczawą. Za Laskiem znajduje się tzw. Osiedle Leśne, za nim przebiega obwodnica Zachodnia, gdzie puszczono ruch dla S3 (E65), wraz z budową Ronda. 500 metrów za rondem znajduje się Legnicki Park Technologiczny i Huta Miedzi, oraz zakład Legmet. Na granicy miasta ulica przecina się z linią kolejową do Złotoryi.
W całym ciągu ulicy Złotoryjskiej znajduje się 8, a licząc podwójnie 14 przystanków MPK. Na całym ciągu ulicy Złotoryjskiej łącznie kursują linie: 0/1, 0/2, 1, 4, 11, 15, 16, 22, 25 i N2. W głębi ulicy Złotoryjskiej przy Hucie Miedzi znajduje się pętla autobusowa, od ulicy Złotoryjskiej odchodzą ulice, po których kursują autobusy, a są to: Grabskiego, Asnyka, Artyleryjska, Hutników, Lotnicza oraz Rataja.
Zabudowa ulicy, przeważnie jest w stylu 4- i 5-kondygnacyjnym, w ciągu całej ulicy znajdują się kamienice, bloki z wielkiej płyty, nieliczna zabudowa jednorodzinna, zwłaszcza za ulicą Asnyka, od paru lat puste obszary wokół ulicy uzupełniane są nowymi blokami. "Osiedle Leśne" przylega do ulicy Złotoryjskiej z budynkami 4- i 5-kondygnacyjnymi.

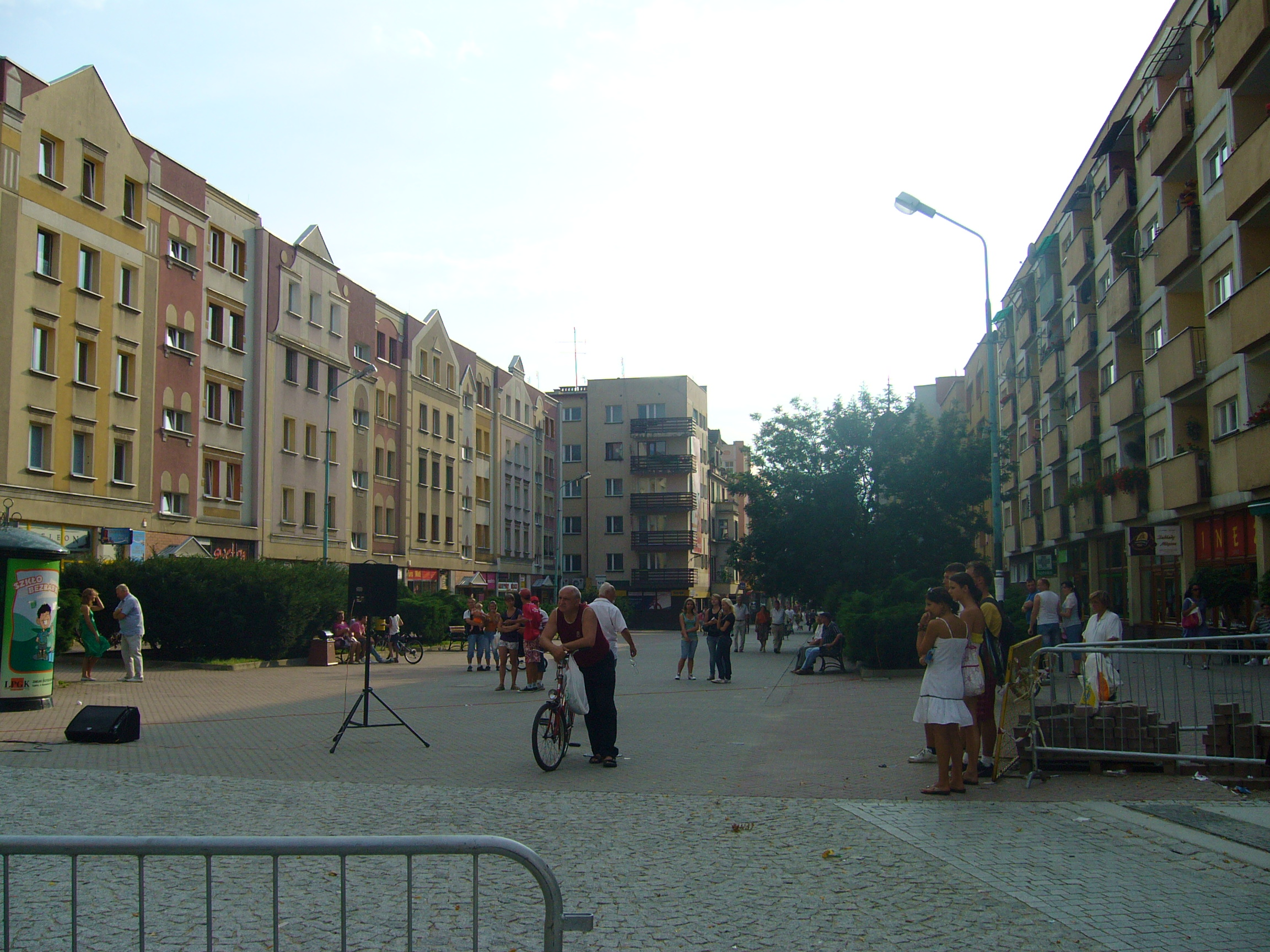
Ulica Złotoryjska

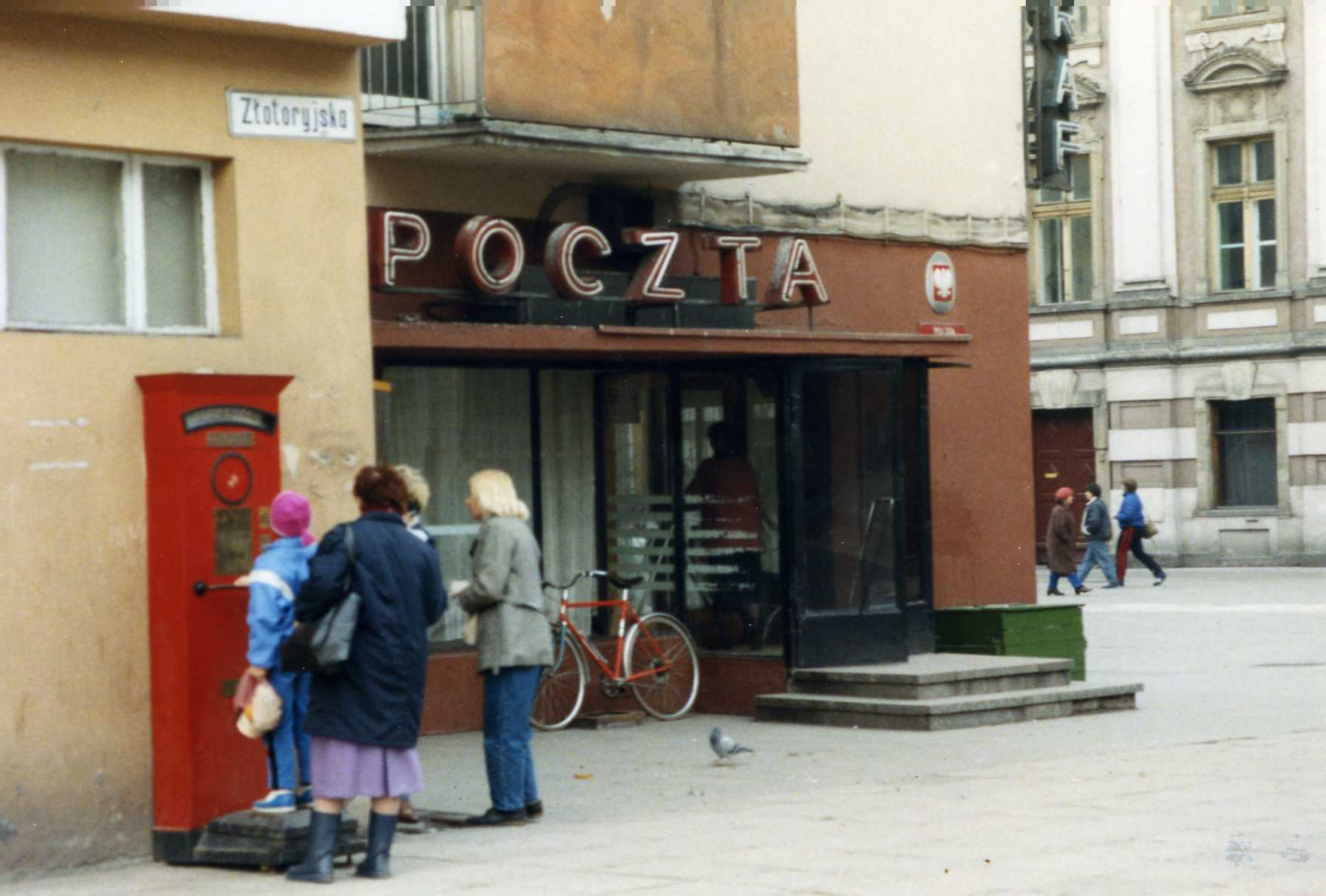
Urząd Pocztowy przy ul. Złotoryjskiej

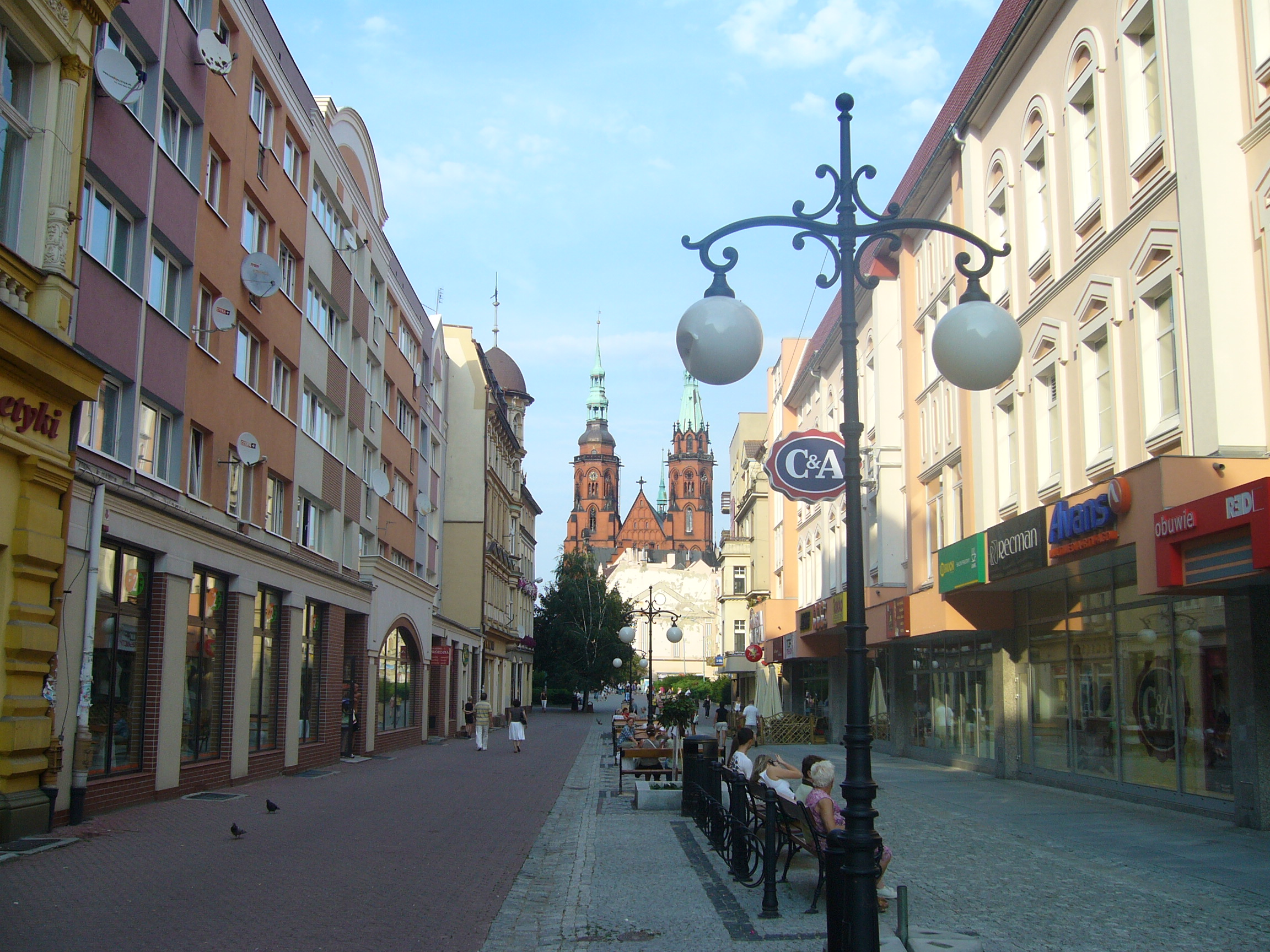
Ulica Złotoryjska - pasaż